# Joaquín María de Arístegui Laborde
Joaquín María de Arístegui Laborde (Madrid, 21 de enero de 1966) es un diplomático español. Desde octubre de 2024 es el embajador del Reino de España en Argentina. Con anterioridad, desde 2021 hasta su traslado a Buenos Aires, fue titular de la misión diplomática en Colombia.

## Biografía
Nació en el seno de una familia de diplomáticos. Su padre, Joaquín María de Arístegui Petit, fue Embajador en Uruguay y Nigeria, y su abuelo Juan Manuel de Arístegui, lo fue en Colombia, Turquía, Noruega, Jordania e Irak. Su hermano mayor, Juan, también es diplomático de carrera, Embajador en Eslovenia. Es asimismo  sobrino de Pedro Manuel de Arístegui, Embajador de España en el Líbano, asesinado en Beirut en 1989, y primo del diplomático y expolítico Gustavo de Arístegui.
Licenciado en Derecho por la Universidad Autónoma de Madrid, ingresó en la carrera diplomática (1992). Su primer empleo  fue en el comité organizador de los Juegos Olímpicos de Barcelona '92. Posteriormente ha estado destinado en las representaciones diplomáticas españolas en: Rumanía, Países  Bajos, El Salvador y Tailandia. En 2001 fue nombrado Subdirector General de Asia Continental y en 2003 Consejero en la Representación Permanente de España ante la Organización de Naciones Unidas con sede en Ginebra. 
Fue embajador representante permanente adjunto de España ante la Oficina de las Naciones Unidas y los Organismos Internacionales con sede en Ginebra (2007-2009). Durante esa etapa fue miembro de la Fundación ONUART, encargada de la construcción y decoración de la actual sede del Consejo de DDHH de las Naciones Unidas, en el Palacio de las Naciones de Ginebra, sala presidida por la bóveda realizada por el artista mallorquín Miquel Barceló. Posteriormente ocupó el cargo de Subdirector General de Relaciones Económicas Internacionales con Países en Desarrollo, en el  Ministerio de AAEE y Cooperación (2009-2010)
Fue Embajador de España en Trinidad y Tobago (2010-2013), acreditado también en Barbados, Granada, Santa Lucía, Surinam, Guayana y San Vicente y las Granadinas, y ante la Comunidad del Caribe/CARICOM, la Organización de Estados del Caribe Oriental y la Asociación de Estados del Caribe. Durante el primer semestre de 2014 desempeñó el cargo de Director de Proyectos en el extinto Alto Comisionado del Gobierno para la Marca España. También en este periodo hizo esfuerzos por impulsar el idioma español en Trinidad y Tobago.
Ha sido cónsul general de España en Pekín (2014-2018); cónsul general de España en Lyon (Francia, agosto-noviembre de 2018); director general en la Secretaría de Estado de la España Global, en el Ministerio de Asuntos Exteriores (noviembre de 2018-2020), dirigida por Irene Lozano quien, tras ser nombrada presidenta del Consejo Superior de Deportes (2020), lo volvió a incluir en su equipo, nombrándolo director general de Deportes (junio de 2020-mayo de 2021).
El 2 de noviembre de 2021 fue nombrado embajador de España en Colombia. Puesto en el que permaneció hasta el 29 de octubre de 2024 cuando el Gobierno lo designó como embajador en Buenos Aires, con lo que España retoma las relaciones diplomáticas con el país latinoamericano rotas tras la retirada de la embajadora de España en Argentina en mayo de 2024 por los insultos de Javier Milei a Pedro Sánchez.